# الدوري السوفيتي الممتاز لكرة القدم 1940
الدوري السوفيتي الممتاز لكرة القدم 1940 هو الموسم 6 من  الدوري السوفيتي الممتاز لكرة القدم. أقيم خلال الفترة 2 مايو 1940 وحتى 8 نوفمبر 1940، والذي يشرف على تنظيمه الاتحاد السوفيتي لكرة القدم، وكان عدد الأندية المشاركة فيه  14، وفاز فيه دينامو موسكو.